# Президентские выборы в Греции (2020)
Непрямые президентские выборы в Греции состоялись в среду, 22 января 2020 года. Действующий президент Прокопис Павлопулос, который был избран греческим парламентом 18 февраля 2015 года, имел право на переизбрание, но не был предложен правительством.
Катерина Сакелларопулу победила на выборах с 261 голосом. Она была избрана 13-м президентом и первой женщиной-президентом Греции.

## Конституционные положения
В соответствии со статьёй 32 Конституции Греции глава государства избирается греческим парламентом на пятилетний срок на специальной сессии не менее чем за месяц до истечения срока полномочий действующего президента. Первый и второй раунды требуют подавляющего большинства в 200 из 300 голосов, в третьем раунде кандидату достаточно набрать 180 голосов.
В случае отсутствия победителя после третьего голосования, парламент должен быть распущен, и в течение десяти дней должны быть назначены внеочередные выборы. После повторного созыва новый парламент проводит максимум три дополнительных тура голосования с необходимым большинством в 180 голосов в четвёртом и простым большинством в 151 голос в пятом туре. Шестой и последний тур будут оспариваться между двумя кандидатами, получившими наибольшее количество голосов, и будут приниматься относительным большинством голосов.
Однако 25 ноября 2019 года после пересмотра конституции парламент принял решение о пропуске досрочных выборов, если президент не был избран в первые 3 голосования. Это означает, что пункт 4 статьи 32 Конституции Греции, в котором говорится об избрании президента, изменился, и новая редакция этого пункта гласит: если после 3 голосов президент не будет избран, то в 4-м бюллетене для победы достаточно 151 голоса, а 5-е и последнее голосование проходит между двумя кандидатами, получившими наибольшее количество голосов, и требует относительного большинства голосов. Это означает также, что шестой избирательный бюллетень отменяется.

## Кандидаты
Во второй половине дня в среду 15 января 2020 года премьер-министр Кириакос Мицотакис объявил, что правительство предложит Катерину Сакелларопулу на пост президента, которая была президентом Государственного совета с 2018 года.
На следующий день партия MeRA25 объявил, что не будет поддерживать Сакелларопулу, и предложит своего кандидата в лице Магды Фиссы. Она известна как мать певца Павлоса Фиссаса, убитого членами Золотой Зари в 2013 году. Позже той же ночью Фисса заявила, что она не была проинформирована о предложении Генерального секретаря MeRA25 Яниса Варуфакиса; затем она отклонила предложение, отказавшись становиться кандидатом на этот пост.

## Процедура
Утром в среду, 22 января 2020 года, парламент избрал Катерину Сакелларопулу 13-м президентом Греции с 261 голосом. 33 депутата воздержались, а 6 депутатов отсутствовали.

## Обзор
| Катерина Сакелларопулу (независимая) | 261 |  |  |  |  |  |  |  |  |
|                                      |     |  |  |  |  |  |  |  |  |
| Воздержались                         | 33  |  |  |  |  |  |  |  |  |
| Отсутствующие                        | 6   |  |  |  |  |  |  |  |  |
|                                      |     |  |  |  |  |  |  |  |  |
| Общее количество                     | 300 |  |  |  |  |  |  |  |  |
| Требуются голоса                     | 200 |  |  |  |  |  |  |  |  |